# Stephanie Lohr
Stephanie Lohr (* 9. Dezember 1983) ist eine deutsche Politikerin (CDU). Von 2019 bis 2021 war sie Mitglied des rheinland-pfälzischen-Landtags. Seit 2021 ist sie Beigeordnete der Stadt Worms. 

## Ausbildung und Beruf
Stephanie Lohr studierte von 2003 bis 2008 Rechtswissenschaften an der Universität Mannheim. Im Anschluss absolvierte sie ein Referendariat am Oberlandesgericht Zweibrücken. Sie bestand die Prüfung zum zweiten Staatsexamen im Jahr 2010 und erlangte somit den Status einer Volljuristin. Von 2013 bis 2015 studierte sie zusätzlich an der Johannes-Gutenberg-Universität Mainz und schloss das Studium mit dem akademischen Grad eines Masters of Business Administration ab. Seit 2011, bis zur Annahme ihres Landtagsmandats, arbeitete sie bei den Technischen Werken Ludwigshafen (TWL), zuletzt als Syndikusrechtsanwältin und Fachbereichsleiterin in der Personalbetreuung.

## Politik
Stephanie Lohr gehörte von 2009 bis 2014 dem Stadtrat der Stadt Worms an. Seit Januar 2019 ist sie die Vorsitzende des CDU-Kreisverbands der Stadt Worms. Bei der Kommunalwahl am 26. Mai 2019 wurde sie von 61,5 Prozent der Wahlberechtigten zur Ortsvorsteherin des Wormser Stadtteils Abenheim gewählt. Sie fungierte hierbei auch als Spitzenkandidatin ihrer Partei. 
Seit dem 1. Juli 2019 war Stephanie Lohr Abgeordnete des rheinland-pfälzischen Landtags und vertrat dort den Wahlkreis 32 (Worms). Sie rückte für den derzeitigen Oberbürgermeister der Stadt Worms, Adolf Kessel, nach. Im Landtag gehörte sie den Ausschüssen für Landwirtschaft und Weinbau, Soziales und Arbeit sowie dem Ausschuss für Umwelt, Energie, Ernährung und Forsten als ordentliches Mitglied an. Zudem war Stephanie Lohr stellvertretendes Mitglied im Ausschuss für Inneres, Sport und Landesplanung. Zur Landtagswahl in Rheinland-Pfalz 2021 trat sie im Wahlkreis Worms an, konnte sich aber nicht gegen Jens Guth (SPD) durchsetzen und schied aus dem Landtag aus, da auch ihr CDU-Listenplatz nicht für den Wiedereinzug ausreichte.
Mit Wirkung zum 31. Dezember 2021 legte sie ihr Ehrenamt als Ortsvorsteherin von Worms-Abenheim nieder, da sie im November das Amt der Bürgermeisterin der Stadt Worms angetreten hatte. Das von ihr geleitete Dezernat II ist für die Bereiche Öffentliche Sicherheit und Ordnung sowie Gesellschaft und Wirtschaft verantwortlich.

## Persönliches
Stephanie Lohr wohnt in Worms-Abenheim und ist dort aktives Mitglied der Freiwilligen Feuerwehr.